# Ézérites

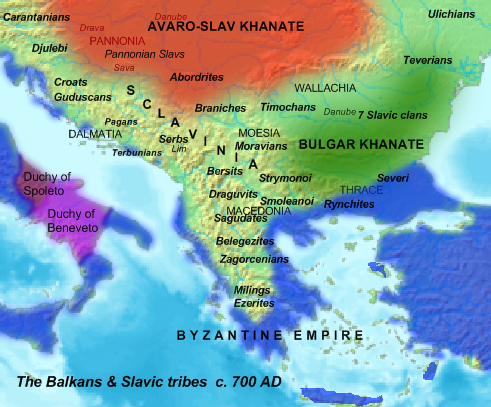
Localisation des tribus slaves vers 700

Les Ézérites (Εζερίτες) sont une tribu slave arrivée en Grèce lors de l'établissement des Slaves dans la péninsule balkanique du VIe siècle au VIIe siècle. Ils s'installent dans le Péloponnèse et particulièrement dans le massif du Taygète, à l'ouest de Sparte. Tout comme les Mélinges établis dans la même région, les Ézerites (Езерци, « ceux des lacs » en slave) ont la particularité d'être longtemps restés autonomes (voir Sklavinies), conservant ainsi leur identité et leur parler slave tout au long du Moyen Âge, avant d'être finalement hellénisés.